# Klaus Zieschank

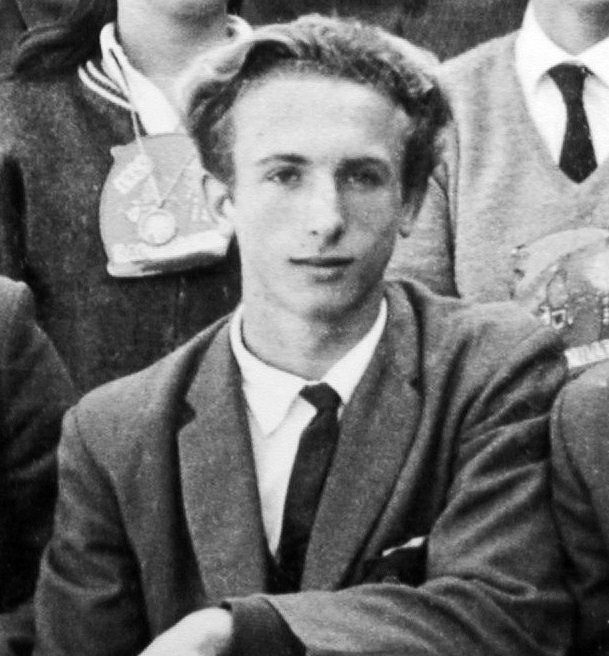
Klaus Zieschank

Klaus Zieschank (* 10. Dezember 1951 in Buenos Aires, Argentinien; † Mai 1976), mit spanischem Namen auch Claudio Manfredo Zieschank Gmoser, wurde als deutsch-argentinischer Student unter der argentinischen Militärdiktatur entführt und ermordet.

## Leben
Zieschank wuchs als Sohn deutscher Einwanderer in Argentinien auf und hatte die deutsche und die argentinische Staatsangehörigkeit. Von 1972 bis 1976 lebte er in München und studierte an der Technischen Universität. Bereits während dieser Zeit wirkte er aktiv in der Widerstandsbewegung gegen den chilenischen Diktator Augusto Pinochet mit und engagierte sich stark in Solidaritätsgruppen für Lateinamerika. Im März/April 1976 wollte er ein vierwöchiges Industriepraktikum bei der Firma Buxton in der Provinz Buenos Aires absolvieren und flog deshalb über Chile nach Argentinien. In Chile überbrachte er der Familie eines in Deutschland lebenden Flüchtlings finanzielle Unterstützung, wodurch wahrscheinlich der argentinische Geheimdienst auf ihn aufmerksam wurde.

### Entführung, Gefangenschaft und Ermordung
Zieschank begann sein Praktikum am 22. März 1976. Zwei Tage später, am 24. März, putschte das Militär. Am 26. März wurde der damals 24-Jährige in Buenos Aires von argentinischen Militärs entführt. Die Mutter Klaus Zieschanks, Annemarie Zieschank (Ana María Gmoser de Zieschank), schilderte, dass ihr Sohn am 26. März 1976 um 14:00 Uhr mit einem Arbeitskollegen die Firma Buxton verließ. Vor der Fabrik warteten vier Autos vom Modell Ford Falcon, aus denen Bewaffnete in Zivil stiegen, die die beiden in ihre Autos zwangen. Eines der Autos war mit einem weißen Dreieck versehen, einem Zeichen für Heereseinheiten in Zivil. Die Entführung wurde von mehreren Arbeitern der Firma Buxton beobachtet. Anschließend fuhren sie zum Haus von Zieschanks Mutter, durchsuchten die Wohnung und nahmen Papiere und persönliche Wertsachen mit. Auf die Frage der Mutter, was denn gegen ihren Sohn vorliege, antworteten die Männer mit „Etwas wird es schon sein“ (span.: «Por algo será»).
Gemäß Zeugenaussagen, die später in Argentinien und Frankreich getätigt wurden, befand Zieschank sich von April bis Anfang Mai 1976 in dem Folterlager SIDE 128, wo er „der Deutsche“ genannt wurde. Das Lager wurde vom argentinischen Geheimdienst Secretaría de Inteligencia de Estado (SIDE) betrieben. Ein Insasse des Lagers kam durch die Intervention eines Militärangehörigen in seiner Familie frei und reiste auf Einladung von Amnesty International nach Bonn, wo er in einer Pressekonferenz über die Gefangenschaft Klaus Zieschanks berichtete.
Am 27. Mai 1976 wurde die Leiche von Klaus Zieschank am Flussbett des Río de la Plata bei Ezpeleta in der Provinz Buenos Aires gefunden. Sie war mit Draht an eine andere Leiche (später identifiziert als Héctor René Navarro) gefesselt an das Ufer getrieben worden. Es gehörte zur Praxis der Militärs, Gefangene aus Flugzeugen über dem Meer abzuwerfen, um jegliche Spur zu verwischen. Zieschank und Navarro wurden in anonymen Gräbern beigesetzt. Im Rahmen der Aufarbeitung der Diktatur in den 1980er Jahren wurden diese Gräber gefunden. Laut Gutachten von Friedrich Wilhelm Rösing vom Institut für Humangenetik und Anthropologie des Universitätsklinikums Ulm vom 21. Januar 1985 war die Leiche Klaus Zieschanks ca. zwei Jahre zuvor geschändet und stark beschädigt worden. Als Motiv für diese Grabschändung wird die Verwischung von Spuren und die Verhinderung der Identifikation unterstellt. Gleichwohl konnte die Identifikation zweifelsfrei durchgeführt werden. Als Todesursache wurde Strangulation festgestellt.

## Rolle der Bundesrepublik
Die deutsche Bundesregierung war von der Folterhaft Klaus Zieschanks unterrichtet. Die Französin Anita Larrea de Jaroslawsky, die selbst in Militärhaft war, durch Druck der französischen Regierung aber freigelassen wurde, hatte sofort nach ihrer Freilassung in der französischen Botschaft berichtet, dass sie am 6. Mai 1976 Klaus Zieschank getroffen habe. Da er keine Maske trug, war ihr klar, dass er zum Tode bestimmt war. Nur solchen Gefangenen war es erlaubt, die Örtlichkeiten ihrer Gefangenschaft zu sehen. Ihr Bericht wurde sofort an die deutsche Botschaft in Buenos Aires weitergegeben.
Am 12. Juli 1976 begann die Gruppe „Initiative Freiheit für Klaus Zieschank“ anlässlich des Besuches des argentinischen Wirtschaftsministers José Alfredo Martínez de Hoz einen Protesthungerstreik in Bonn, an dem sich auch Zieschanks Mutter beteiligte. Dieser war Tage zuvor angekündigt worden. Erst am 7. Juli 1976, zwei Monate nach dem Eingang der Information durch Larrea de Jaroslawsky, schrieb Bundeskanzler Helmut Schmidt an den Juntachef General Jorge Rafael Videla einen Brief, in welchem „dringend um Aufklärung“ gebeten wurde. Videla antwortete, er könne nichts zur Aufklärung beitragen, es gebe allerdings Gerüchte, denen zufolge Zieschank bei einem Autounfall in den Anden ums Leben gekommen sei.
Die Bundesregierung war jedoch bereits vom Mord an Klaus Zieschank unterrichtet. Gegenüber den Autoren des Films Todesursache Schweigen, Elvira Ochoa und Frieder Wagner, erklärte der 81-jährige frühere deutsche Botschafter in Buenos Aires, Jörg Kastl:

„Ich habe dann im Sommer [1976] über einen anderen Weg, den ich damals nicht bekannt geben konnte, durch eine anonyme Nachricht gehört, Zieschank ist tot. […] Damals habe ich einen Geheimerlass bekommen, von Genscher unterschrieben: Wir wissen. Er ist tot, und diese Nachricht haben Sie bei sich zu behalten, auch unter Androhung Ihrer sofortigen Abberufung. Ich weiß bis zum heutigen Tag nicht, woher er es hatte.“

Politisch wurde die Diktatur gedeckt. Bei einem Staatsbesuch in Argentinien im Juli 1976 lobte der Staatsminister im Bonner Auswärtigen Amt, Karl Moersch, zunächst die neue Wirtschaftspolitik der Militärregierung und sodann auch deren Maßnahmen bei der Bekämpfung des Terrorismus. Nach seiner Rückkehr nach Bonn verbreitete Moersch die Versionen der argentinischen Militärs, wonach Zieschank möglicherweise von einer regierungsfeindlichen Gruppe festgehalten oder in den Untergrund gegangen sei. Der Regierung sei es jedoch nicht möglich gewesen, etwas über seinen Aufenthaltsort zu sagen. Nach seiner Ansicht habe die argentinische Regierung in dieser Angelegenheit „nichts verheimlicht“. Ministerialdirektor Lothar Lahn vom Auswärtigen Amt sprach nach seiner Argentinien-Reise mit Staatsminister Moersch in einem Rundfunkinterview davon, die argentinische Regierung werfe Zieschank vor, für eine Untergrundorganisation gearbeitet zu haben, Dienste geleistet und Schriften verteilt zu haben. Der Ministerialdirektor unterstrich, die argentinische Regierung habe „glaubhaft versichert“, nicht zu wissen, wo Zieschank sei.

## Juristische Aufarbeitung
1985, im Gerichtsverfahren gegen die Mitglieder der Militärjunta, bestätigte die argentinische Justiz in der Urteilsverkündung, dass Zieschank von bewaffneten Heeresangehörigen seiner Freiheit beraubt, gefangen gehalten und ermordet worden sei. 1990 wurden die Juntamitglieder von Präsident Carlos Menem begnadigt.
Am 25. Februar 1999 erstattete Rechtsanwalt Konstantin Thun im Auftrag der Koalition gegen Straflosigkeit Strafanzeige in Deutschland gegen sieben argentinische Militärs und Polizeiangehörige wegen Verdachts der Geiselnahme und des Mordes im Zusammenhang mit der Tötung Klaus Zieschanks im Jahre 1976 in Argentinien.
Drei Jahre später, am 28. November 2003, erließ das Amtsgericht Nürnberg auf Antrag der Staatsanwaltschaft Nürnberg-Fürth Haftbefehl gegen den früheren argentinischen Staatspräsidenten und Chef der argentinischen Militärjunta Jorge Videla, den früheren Oberbefehlshaber der Marine und Junta-Angehörigen Emilio Massera und den Chef des 1. Heerescorps der Zone 1, Guillermo Suárez Mason. Gegen alle drei Beschuldigten besteht der dringende Tatverdacht des Mordes in mittelbarer Täterschaft an den deutschen Staatsbürgern Elisabeth Käsemann und Klaus Zieschank.
2004 stellte die deutsche Bundesregierung einen Auslieferungsantrag für Videla, Massera und Suárez Mason. Der Antrag wurde 2007 vom obersten Gerichtshof Argentiniens abgewiesen. 2010 wurde in Argentinien ein Prozess gegen Videla eröffnet, in dem er zu lebenslanger Haft verurteilt wurde. Die Bundesrepublik Deutschland trat dabei als Nebenklägerin auf. Massera wurde wegen einer Demenzerkrankung nicht mehr gerichtlich belangt. Suárez Mason war bereits 2005 verstorben.

## Hintergrund
Die Verschleppung und Ermordung Klaus Zieschanks steht im Kontext eines größeren politischen Geschehens, dessen Aufklärung und strafrechtliche Behandlung bis heute andauert. In Südamerika wurden in den 1970er und 1980er Jahren fast alle Länder längere Zeit von politisch rechtsgerichteten, von den USA unterstützten Militärdiktaturen regiert. Diese unterdrückten fast durchweg mit Gewalt die meist links stehende Opposition in so genannten Schmutzigen Kriegen. Ein verbreitetes Mittel dazu war die heimliche Entführung (Verschwindenlassen) von missliebigen Personen durch anonym bleibende Mitglieder von Sicherheitskräften. Die Opfer wurden während der Haft in Geheimgefängnissen meist grausam gefoltert, erniedrigt und in sehr vielen Fällen anschließend ermordet (siehe Desaparecidos). Dabei konnte es zur Verhaftung und Ermordung teilweise schon ausreichen, wenn der Name in „verdächtigem“ Zusammenhang auftauchte oder das Opfer zufällig einen (bereits verhafteten) Verdächtigen kannte, der den Namen unter der Not der Folter genannt hatte. Allein während der Militärdiktatur in Argentinien von 1976 bis 1983 verschwanden auf diese Weise bis zu 30.000 Menschen spurlos. Nach dem Übergang der Staaten zur Demokratie, meist in den 1980er und 1990er Jahren, wurde die Strafverfolgung solcher Verbrechen in vielen Ländern durch generelle Amnestiegesetze für die Täter jahrelang verhindert. Diese wurden in den letzten Jahren jedoch in mehreren Ländern rückwirkend aufgehoben, so dass zahlreiche ehemalige Diktatoren und Folterer mittlerweile bestraft wurden oder noch vor Gericht stehen.